# غريغوري بوريلون
غريغوري بوريلون (بالفرنسية: Grégory Bourillon)‏ (مواليد 1 يوليو 1984 في لافال - فرنسا) لاعب كرة قدم فرنسي يلعب حاليا لصالح نادي الدرجة الأولى لوريان الفرنسي منذ 2010 في مركز قلب الدفاع.

## روابط خارجية
- غريغوري بوريلون على موقع قاعدة بيانات كرة القدم.إي يو (الإنجليزية)
- غريغوري بوريلون على موقع ليكيب (الفرنسية)
- غريغوري بوريلون على موقع Soccerbase.com (لاعب) (الإنجليزية)
- غريغوري بوريلون على موقع Soccerway.com (الإنجليزية)
- غريغوري بوريلون على موقع عالم كرة القدم.نت (الإنجليزية)
- غريغوري بوريلون على موقع AS.com (الإسبانية)
- غريغوري بوريلون على موقع GSA (الإنجليزية)